# Fritz von Uhde

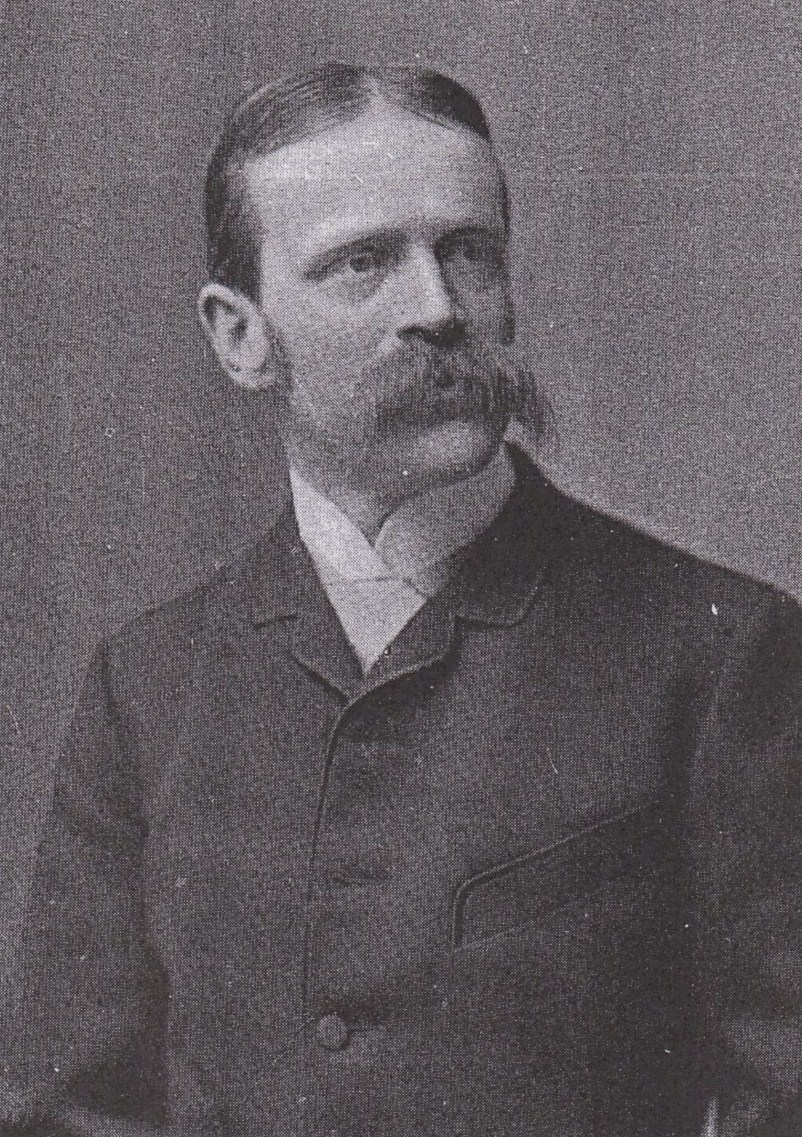
Fritz von Uhde.

Fritz von Uhde, född den 22 maj 1848 i Wolkenburg i Sachsen, död den 25 februari 1911 i München, var en tysk målare.
von Uhde studerade en kort tid vid konstakademien i Dresden, blev 1867 militär, deltog som officer i gardeskavalleriet i fransk-tyska kriget 1870–1871 och kvarstannade i tjänst till 1877, då han tog avsked som ryttmästare för att helt ägna sig åt konsten. Han hade redan tidigare utfört åtskilliga målningar i olika riktningar, Slaget vid Sedan (1873) med flera krigstavlor, ryttargenrer och även sagokompositioner, dryckesscener, folkliga genremotiv. Efter studier i München begav han sig 1879 till Paris, var där elev av Munkácsy, utställde Sångerska (1880, Nya pinakoteket i München) och Familjekonsert (1881, museet i Köln). För honom liksom för hans landsman Max Liebermann medförde dessa år ett radikalt omslag från mörkmåleri till modernt luftstudium och ljus färgskala. På Liebermanns inrådan for han till Holland, målade interiörer med figurer, gatuscener, folktyper: Positivspelare, Sömmerskor, I sommarluft (lekande barn). Återkommen till München, väckte han uppseende och diskussion såväl genom sina holländska motiv som genom friluftsmålningen Trommelübung (en mängd trumslagare, som övar sig ute på en slätt, 1883, Dresdengalleriet). 
År 1884 framträdde han på ett helt nytt område med den genom sitt innehåll överraskande målningen Låt barnen komma till mig (museet i Leipzig), där han framställer Jesus omgiven av en flock barn, som förtroendefullt – de minsta med älsklig naiv skygghet – samlas omkring den vänlige främlingen. Lokalen är en holländsk skolsal och barnen helt vardagliga småttingar. von Uhde var härmed inne i den motivkrets, som skulle göra honom omstridd och ryktbar. År 1885 följde Kom, herre Jesu, bliv vår gäst – Jesus inträder i en fattig hantverkares stuga, då familjen läser bordsbönen, och hälsas välkommen med vördnad och utan minsta förvåning. Tavlan köptes av Berlins nationalgalleri, en samtidig variant av samma motiv stannade i Luxembourgmuseet i Paris. År 1886 utställdes Nattvarden – apostlarna är tyska typer, enkla män av folket –, 1887 Bergspredikan (Budapests museum), där skördemännen och deras kvinnor i den milda sommarkvällen samlas kring Jesus, som sitter på en bänk vid vägen, och Den heliga natten (tre varianter, en av dem 1889 i Dresdengalleriet). Under dessa år tillkom flera helt realistiska barnmålningar: Vid dörren (1885, nationalgalleriet i Berlin), Barnprocession med flera. Bland nya bibliska ämnen med samtida typer, dräkter och miljö märks Vägen till Betlehem (1890), Jesu gravläggning (1894), Knektarna spelar tärning om Jesu kläder (samma år, med groteska typer), Noli me tangere (samma år, München, Nya pinakoteket), De vise från Österlandet (1895, Magdeburgs museum), Jesus predikar vid stranden (för flickor och pojkar, som sitter på en brygga, 1896), Himmelsfärden (1897, Nya pinakoteket). 
Åtskilliga av dessa motiv skildrade von Uhde i flera varianter, varandra ganska olika. Hans tidigare alster inom denna ämneskrets är nog de mest helstöpta. De gjorde intryck framför allt genom det rättframma och trohjärtade i uppslaget och genom känslans innerlighet och omedelbara uttryck. Det skildrade blir trovärdigt genom skildringens frihet från varje spår av kritik eller tvekan. Jesu deltagande i dessa enkla människors dagliga liv framställs som något självklart, det är inte fråga om något övernaturligt, därför friheten från alla stora gester, i dess ställe en naiv tro och odelad hängivenhet. Några av de senare målningarna är hållna i bred behandling och djup kolorit – påverkan av gamla mästare ger dem en annan karaktär än de äldre målningarna i sitt lätta behandlingssätt i mjuka harmonier av ljusa dämpade lufttoner. Jesus och Nikodemus (1896) och senare varianter av Gravläggningen är typiska för von Uhdes strävan till monumental verkan. 
I Ateljépaus (1900) framställde von Uhde sina modeller, utklädda till apostlar och änglar med vingar på ryggen, under vilostunden och gav därmed en ganska avkylande inblick bakom kulisserna i sin konstverkstad. Han tycks vid detta lag ha tröttnat på sitt religiösa måleri. Vid sidan av detta målade han figur- och valörstudier, som Bondflicka (1888, museet i Königsberg), ett och annat porträtt – Max Liebermann (1892), Självporträtt (1898, Dresdengalleriet), Skådespelaren (läsande in sin roll, helfigur i kroppsstorlek, 1893, Kristiania nationalgalleri), Wohlmuth i Rikard III:s roll (1897), men framför allt tröttnade han aldrig på att måla sin familj i hemmet eller i trädgården, de unga döttrarna vid sitt arbete eller musicerande, motiv som Aftonmusik, Flicka med hund, Gammal dam vid fönstret, Vid verandadörren och dylika bilder, i regel utmärkta för rask teknik, bred behandling, friskt valörstudium (dylika motiv finns på fler ställen i museer i Tyskland). von Uhde var en av ledarna för secessionen i München. Han blev professor där och 1896 ledamot av konstakademien i Berlin. 